# Тосна
То́сна — река в России, протекает по территориям Кировского, Тосненского и Лужского районов Ленинградской области, а также Колпинского района Санкт-Петербурга; левый и самый длинный приток Невы.

## Этимология
Название балтийского происхождения, родственно прусск. tusna «тихий».
М. Фасмер уточняет, что название реки, как и Цна, восходит к праформе *Тъсна, аналогично тому как др.-рус. *дъска дало в русском формы доска и диалектное цка.

## Описание
Исток реки Тосны расположен в пяти километрах к северо-западу от деревни Поддубье, недалеко от реки Оредеж, на территории Лужского района. Через несколько километров после истока пересекает границу Тосненского района, по которому течёт почти до самого устья. Протекает по Приневской низине и впадает в Неву в Кировском районе у города Отрадное на 44 километре от устья. Длина Тосны — 121 км, площадь водосборного бассейна — 1640 км², ширина от 5 до 30 м (в среднем течении), средний уклон 0,49 м/км. По берегам — смешанный лес, много болот.
Ниже деревни Сидорово Тосна становится шире, а берега становятся выше до 4-5 метров. Становится больше сельскохозяйственных угодий. После массива садоводств Рубеж река протекает по посёлку Ушаки и районному центру Ленинградской области — городу Тосно.
От железной дороги Петербург — Новгород река узкая, извилистая и протекает в низкой заболоченной пойме. Часто встречаются завалы и валуны, а на поворотах песчаные косы.
Основные притоки: Саблинка, Лустовка.
На реке расположены города Тосно, Никольское, Отрадное, а также посёлок Ульяновка.

## Флора и фауна
Река довольно богата рыбой. Кроме обычных для этих мест рыб встречаются елец и голавль. В долине реки встречаются орешник, дикий крыжовник, смородина, хмель. По берегам кроме обычных пород иногда попадается лиственница и пихта. По реке встречаются бобры и выдры. Обычны ласка, кабаны, медведь, куница, лось. В последнее время появились волки. На одном из притоков — речке Сунье находятся гнездовья журавлей, что для этих мест редкость.

## Достопримечательности
На берегах реки расположены Саблинские пещеры, входящие в состав Саблинского памятника природы. Они были вырыты в конце XIX века для добычи белого песчаника для нужд стекольной промышленности.
В деревне Андрианово находится Усадьба Строгановых «Марьино» — памятник архитектуры XIX века.

## Данные водного реестра
По данным государственного водного реестра России, относится к Балтийскому бассейновому округу, водохозяйственный участок реки — Нева, речной подбассейн реки — Нева и реки бассейна Ладожского озера (без подбассейна Свирь и Волхов, российская часть бассейнов). Относится к речному бассейну реки Нева (включая бассейны рек Онежского и Ладожского озера).
Код объекта в государственном водном реестре — 01040300312102000008746.

## Галерея
- Каньон реки Тосны (Развалины Красного моста)
- А. Тыранов. Вид реки Тосны. 1827 год
- Река Тосна в ясный день
- Тосненский водопад
- Тосненский водопад во время половодья. 15 апреля 2009 г.
- Плавучий док в устье Тосны